# Zerwana sieć
Zerwana sieć – komiks wydany w serii Kapitan Żbik, autorem scenariusza jest Stanisław Milc, a rysunków Jerzy Wróblewski.

## Edycja
Komiks był 46. zeszytem serii Kapitan Żbik, po raz 17. autorem rysunków był Jerzy Wróblewski, drugi (i ostatni) raz scenarzystą zeszytu został Stanisław Milc. Był to trzeci komiks w tej serii w 1977. Doczekał się wznowienia w 1981. I wydanie ukazało się nakładzie 200 000 egzemplarzy.

## Fabuła
Komiks opowiada historię Darka Jaskulskiego, ucznia Technikum Rybackiego w Gdańsku. Chłopiec przyjeżdża na wakacje do rodzinnej miejscowości Pojseny nad jeziorem Płowe (nazwy są fikcyjne) na Mazurach. Jego ojciec kieruje tam państwowym gospodarstwem rybnym i odkrywa, że od trzech tygodni trwają kradzieże ryb z jeziora. Darek uczestniczy w nocnym patrolu, który jest nieskuteczny, następnie prosi o pomoc swoich kolegów ze szkoły, a jeszcze później kapitana Żbika. W rozwiązaniu zagadki pomaga także miejscowy milicjant, kapral Stasiak. Przestępstwo miało charakter gospodarczy - ryby sprzedawał następnie ajent miejscowej restauracji

## Analiza
Opowieść jest przeznaczona dla młodzieży, a bohater tytułowy oraz nastoletni Darek z kolegami mają równie istotne role. Postać kapitana Żbika pokazana jest tak, aby inspirować młodych czytelników do pójścia jego ślady. Jako ludzie ideowi przedstawieni są także w komiksie członkowie ORMO. Zdaniem Sebastiana Chosińskiego scenarzysta mógł się inspirować fabułą serialu Szaleństwo Majki Skowron, gdzie również pojawia się motyw kradzieży ryb.

## Dodatki
Zawartość tematyczna dodatków dotyczyła przede wszystkim bezpieczeństwa nad wodą
- Na drugiej stronie okładki znajduje się list kapitana Żbika do czytelników, w którym przypomina przepisy zapewniające bezpieczna kąpiel w wodzie[3]
- Na stronie 34 w cyklu Nauka i technika w służbie MO zamieszczono artykuł Badania włosów[3]
- Na stronie 35 w cyklu Za ofiarność i odwagę przedstawiono historię funkcjonariusza MO Czesława Stempniaka, który 10 sierpnia 1975 uratował w Opatówku tonące dziecko[3]
- Na czwartej stronie okładki, w Kronice MO umieszczono artykuł Jednostki wodne MO o służbach milicyjnych na wodzie[3]

## Nakład i wydania
- wydanie  I 1977 - "Sport i Turystyka", nakład: 200 000 egzemplarzy
- wydanie  II 1981 - "Sport i Turystyka", nakład: 200 000 egzemplarzy